# Завтрак в саду
«Завтрак в саду» (фр. Le déjeuner) — картина французского художника Клода Моне, написанная им в 1873—1874 годах. Это импрессионистическое изображение неубранного обеденного стола и нескольких фигур в цветнике художника. 
Эта картина, первоначально задуманная как декоративное панно для украшения замка Эрнеста Ошеде в Монжероне, была представлена на второй выставке импрессионистов в 1876 году, а с 1878 по 1894 годы находилась в коллекции Гюстава Кайботта. В настоящее время картина находится в Музее Орсе в Париже.

## Описание
Картина излучает очарование и создает атмосферу непосредственности. На полотне изображена сцена после обеда, когда еда уже съедена, но стол еще не убран. Сын художника, Жан Моне (1867-1914), сидит возле стола и играет с деревянными игрушками в тени садовой дорожки. На одном из деревьев висит шляпа, а на скамейке забыты сумка и зонтик. На заднем плане видны две дамы, проходящие мимо.
Однако настоящей темой картины, несмотря на название, является цветочное великолепие сада, которое Моне представляет через великолепное сочетание цветов, ярких контрастов между красными и зелеными оттенками и насыщенных тонов. Пятнами и небольшими штрихами изображены большие кусты фуксий, герани и роз, которые художник игриво варьирует в зависимости от солнечных пятен, освещающих сад ранним утром.